# Kumathahalli, Sakleshpur
Kumathahalli là một làng thuộc tehsil Sakleshpur, huyện Hassan, bang Karnataka, Ấn Độ.